# Cres (mitología)
En la mitología griega, Cres (en griego Κρής Kres, gen. Κρητός) es el personaje epónimo de la isla de Creta. De acuerdo con Cinetón «Radamantis era hijo de Hefesto, éste de Talo, y Talo hijo de Cres». Esta genealogía parece obviar a Talos como un gigante.
Estéfano de Bizancio diferencia hasta dos nombres diferentes, pero parecen ser simplemente dos versiones locales. Uno es imaginado como hijo de Zeus y la ninfa Idea; acaso esta ninfa Idea sea la misma referida en otra fuente, como hija de Minos y madre, de nuevo por Zeus, de Asterión. La otra versión nos dice que Cres fue uno de los autóctonos y se convirtió en el primer gobernante de Creta. O bien que Cres gobernaba sobre la totalidad de un pueblo autóctono, los eteocretenses («auténticos cretenses»).
Otros dicen que Cres fue, en cambio, uno de los curetes e incluso podría ser el rey de éstos. Cres cuidaba del infante Zeus escondiéndolo en una cueva.
Estéfano de Bizancio también aclara que fue durante el reinado de Cres cuando Tectáfo (Téctamo), hijo de Doro, emigró a Creta desde Tesalia, seguido de las tribus dorias y aqueas, así como de los pelasgos que no habían emigrado a Tirrenia. Se dice que una hija innominada de Cres (que algunos corrigen por «Creteo») se casó con Téctafo y de ambos nació Asterión; éste más tarde se desposó con Europa y adoptó a Minos, Radamantis y Sarpedón como hijos propios.